# Luz María Zapata
Luz María Zapata, née 2 septembre 1967 à Pereira, est une politologue et femme politique colombienne qui a été deuxième dame de Colombie de 2014 à 2017 en tant qu'épouse du vice-président Germán Vargas Lleras,.
Zapata a étudié les sciences politiques à l'université des Andes. Elle s'est spécialisé en négociation, en management et en leadership stratégique. Elle a été directrice d’Asocapitales de 2018 à 2025.
Le 8 juillet 2025, il annonce sa candidature à la présidence de Colombie, de manière indépendante, par le biais de signatures sous le nom de Luz para Colombia,,.